# Ancienne église de Saint-Père
L'ancienne église de Saint-Père est située sur la commune de Saint-Père dans l'Yonne, en France.

## Histoire
L'édifice est inscrit au titre des monuments historiques en 1926.